# 찍히면 죽는다
《찍히면 죽는다》는 2000년에 개봉한 공포 영화이다.

## 캐스팅
- 강태성 : 형준 역
- 박은혜 : 희정 역
- 정민 : 종호 역
- 안재환 : 종호 담임 역
- 최현 : 경식 역
- 한채영 : 은미 역
- 이영호 : 성욱 역
- 엄지원 : 누나 역
- 김서형 : 양호 선생님 역
- 장대윤 : 남자 간호사 역
- 최유림 (우정출연)